# Banville, Calvados
Banville är en kommun i departementet Calvados i regionen Normandie i norra Frankrike. Kommunen ligger i kantonen Ryes som ligger i arrondissementet Bayeux. År 2022 hade Banville 802 invånare.

## Befolkningsutveckling
Antalet invånare i kommunen Banville
Referens: INSEE